# Дийон, Артур де
Граф Артур де Дийон (фр. Arthur de Dillon; 3 сентября 1750, Брейвич, Ирландия — 13 апреля 1794, Париж) — французский военачальник ирландского происхождения, дивизионный генерал (с 1792), государственный деятель, член Генеральных штатов 1789 года. Имя генерала выбито на Триумфальной арке в Париже.

## Биография
Представитель виконтского рода Диллон. Сын Генри, 11-го виконта Диллона (1705—1787) и его супруги Шарлотты Ли.

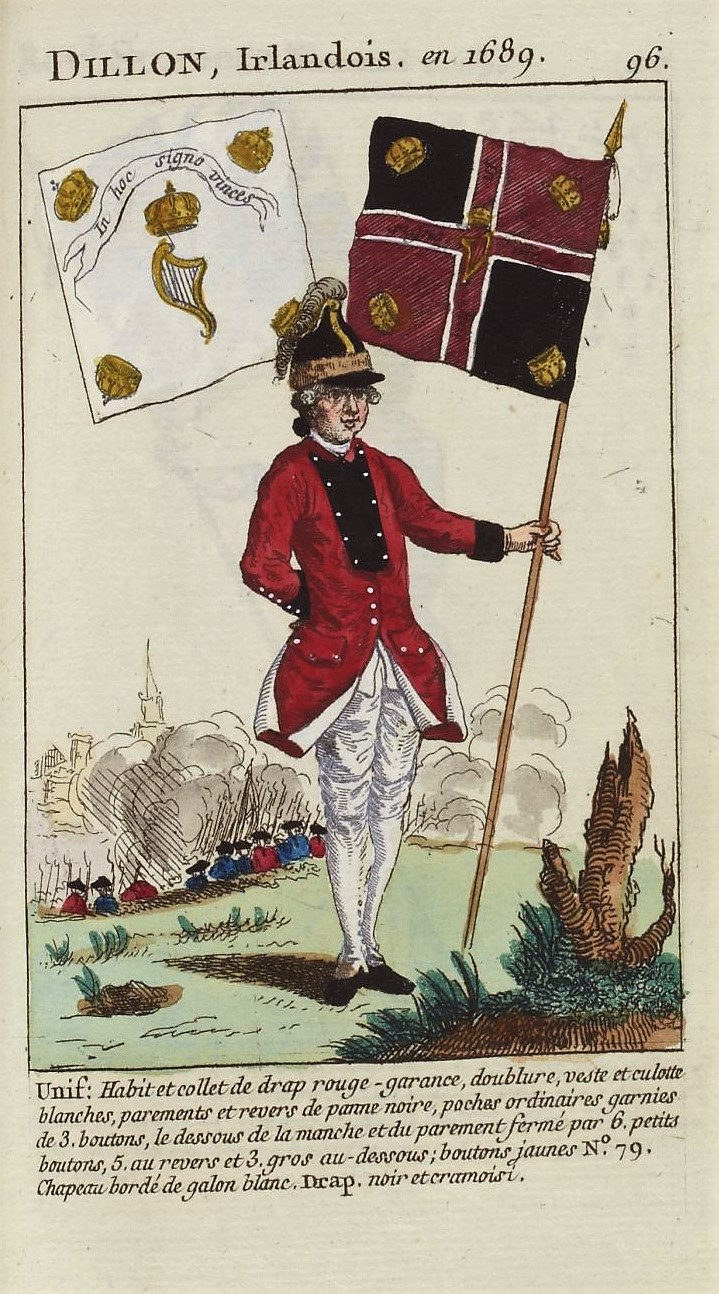
Униформа и знамя ирландского пехотного полка Диллона

В 1766 году в 15-летнем возрасте вступил кадетом во ирландский пехотный полк Диллона, состоящий на службе старого режима Французского королевства. В мае 1766 года получил патент полковника-шефа этого полка при условии, что получит командование над ним в 23 года.
С 1772 года стал командовать полком.
С 1777 года — участник войны за независимость Соединённых Штатов. В 1779 году высадился на острове Мартиника, командуя одним из трёх ирландских полков, посланных королём Людовиком XVI. Проявил отвагу при завоевании Гренады и на Южном театре войны за независимость США при осаде Саванны.
В 1780 году — бригадир французской армии, отличился при захвате островов Тобаго, Синт-Эстатиус и Сент-Китс и Невиса. В апреле 1782 года назначен губернатором о. Сент-Китс и Невис.
В июне 1783 года повышен в звании до полевого маршала и был награждён военным орденом Святого Людовика. В 1784 году назначен губернатором Тобаго.
В 1789 году был избран депутатом Генеральных штатов от Мартиники, переехал в Париж, где активно защищал интересы Антильских колоний. В июне 1792 года произведён в генерал-лейтенанты и назначен командующим левым крылом Северной Армии в Шампани.
После начала восстания 10 августа 1792 года, штурма королевского дворца Тюильри и свержения монархии приказал своим офицерам принести присягу королю и готовиться к походу на Париж, за что 18 августа был отстранён от командования революционными комиссарами, однако сумел оправдаться и возвратился к прежней службе под командой генерала Ш. Дюмурье, командуя авангардом Армии Центра (Armee du Centre), участвовал в победный действиях над прусскими войсками в Шампани, отличился в нескольких сражениях, обороне лагеря Сиврэ и при изгнании пруссаков из Вердена.
Переписывался с курфюрстом Гессена Вильгельмом I, которому советовал возвратиться в Германию. Переписка генерала с пруссаками была обнаружена и разоблачена представителями Конвента, что послужило причиной ареста де Диллона и обвинения его в сговоре с врагом. В июле 1793 года он заключён в тюрьму и 5 апреля 1794 года приговорён Революционным трибуналом Франции к смертной казни и гильотинирован.
Его дочь Элизабет Франсуаза была замужем за Анри Бертраном, дивизионным генералом, адъютантом Наполеона.
Автор работ: «Compte-rendu au ministre de la guerre» (1792) и "Exposition des principaux evenements qui ont eu le plus d'influence sur la Revolution francaise" (1792).